# Libri traditionum di Bressanone

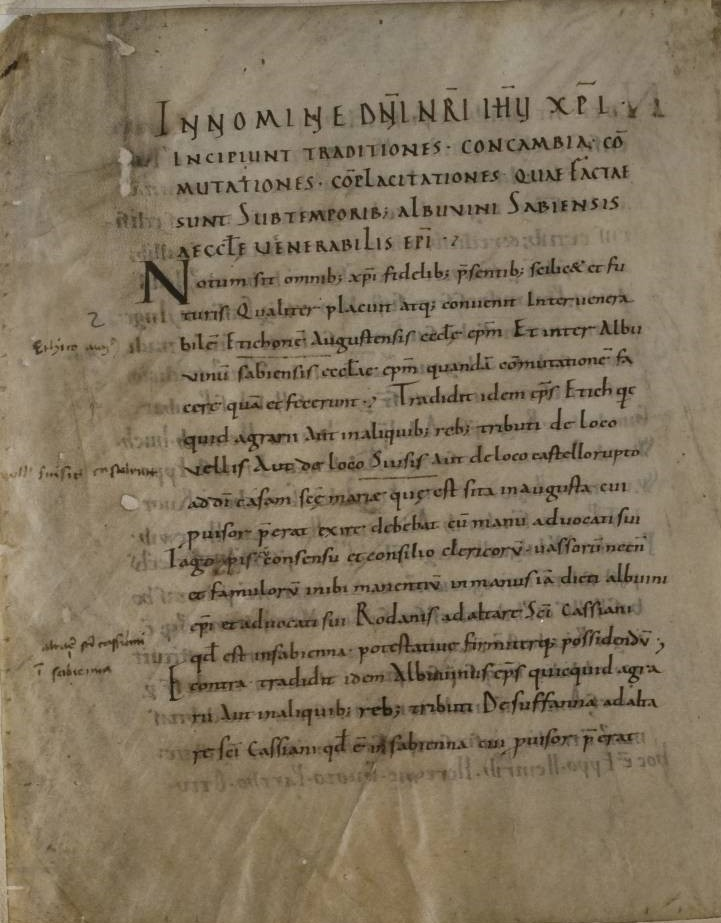
Prima pagine del Liber traditionum di Bressanone A (cod. 139), fol. 1v, X sec.

I Libri traditionum della chiesa vescovile di Bressanone (in tedesco Traditionsbuch des Hochstifts Brixen) sono due cartolari fatti compilare, a partire dal X secolo sino al Trecento, dai vescovi di Sabiona e Bressanone. Le due versioni esistenti, designati come A (cod. 139) e B (cod. 146), sono oggi conservate all'Archivio di Stato di Bolzano.
I due codici, vergati su pergamena in scrittura carolina, si configurano come registri documentali che raccolgono le rogazioni di donazioni, acquisizioni, vendite e permute ovvero gli atti di tradizione di beni e censuali alla chiesa di Sabiona-Bressanone, collocata nell'odierna Provincia di Bolzano. L'imponente corpus documentario, ricco di ben 743 singole registrazioni, è una codificazione “interna” alla chiesa vescovile, sulla scorta di simili codici delle chiese vescovili e delle abbazie ”imperiali” nell’area bavaro-svevo-austriaca della Germania meridionale.
In generale, i singoli atti iniziano con la formula Notum sit omnibus, variata in diversi modi. I documenti in genere non sono datati, e la loro data cronica può essere desunta solamente dal vescovo coinvolto nella transazione o dai testimoni i quali vengono, secondo l'uso bavaro della Lex Baiuvariorum dell'VIII secolo ancora vigente nella zona, per aures tracti.
Nel 1886, lo storico Oswald Redlich ha pubblicato una tuttora valida edizione storico-critica dei due codici.